# Recordoxylon
Recordoxylon là một chi thực vật có hoa trong họ Đậu.